# セツ派
セツ派（セツは、Sethians）は、2世紀から3世紀にかけて、ウァレンティノス派やバシレイデース派と共に、グノーシス主義の主流の地位を確立した宗派の一つ。 ジョン・D・ターナーによれば、セツ派は2世紀に、2つの異なるヘレニズム的ユダヤ教の混合宗教として始まり、キリスト教と中期プラトン主義の影響を受けた。 しかし、セツ派の正確な起源は明確には分かっていない。 

## 神話
セツ派は、その霊知（グノーシス）を、アダムとエバの三男であるセトと、マンダ教とマニ教でも役割を果たしている、セトの妹かつ妻のノーレアに帰している。 セツ派の宇宙進化論は、創世記とトーラーを踏襲しており、正統派ユダヤ教徒の創造の概念と、神の真実との関係の根本的な再解釈を提示している。 

## セツ派文書
- ユダの福音書
- ナグ・ハマディ写本